# Avery & Jennis Company
Avery & Jennis Company war ein US-amerikanischer Hersteller von Fahrzeugen.

## Unternehmensgeschichte
Das Unternehmen hatte seinen Sitz an 28 West Washington Street in Chicago in Illinois. Ursprünglich stellte es Fahrräder her. Später kamen Ottomotoren, Vergaser und Schalldämpfer dazu. Der erste Prototyp eines Automobils entstand 1899. 1900 begann die Serienfertigung. Der Markenname lautete Avery & Jennis. 1901 endete die Pkw-Produktion. Als Reparaturwerkstatt bestand das Unternehmen noch danach.

## Kraftfahrzeuge
Das Unternehmen hatte ein eigenes Modell im Sortiment. Außerdem war es möglich, Fahrzeuge nach Kundenwunsch anzufertigen. Diese konnten entweder einen Ottomotor oder einen Dampfmotor haben.